# همیلتون ساندسترند
همیلتون ساندسترند (انگلیسی: Hamilton Sundstrand) شرکت هوافضای آمریکایی است، که در سال ۱۹۹۹ تأسیس شد.